# Juan Cornejo
Juan Francisco Cornejo Palma (Santiago de Chile, 27 februari 1990) is een Chileens voetballer die doorgaans speelt als verdediger. Hij verruilde Audax Italiano in januari 2017 voor Club León. Juan Cornejo debuteerde in 2015 in het Chileens voetbalelftal.

## Interlandcarrière
Cornejo  debuteerde op 28 januari 2015 onder leiding van bondscoach Jorge Sampaoli in het Chileens voetbalelftal, in een oefeninterland tegen de Verenigde Staten (3-2) in Rancagua, net als Erick Pulgar. Hij speelde de volledige 90 minuten mee. Cornejo nam met zijn vaderland deel aan de strijd om de Copa América 2015 in eigen land. Chili won dat toernooi, maar Cornejo kwam niet in actie.
1 Pozos ·
2 Velázquez ·
3 Torres ·
4 Mosquera ·
5 Navarro ·
6 Tesillo ·
7 López ·
9 González · 
10 Montes ·
11 Moreno ·
12 J. Rodríguez ·
13 Mejía ·
15 Durán ·
16 Meneses ·
17 Boselli  · 
18 Aquino ·
19 Díaz ·
20 Mascorro ·
21 Cerato ·
22 Herrera ·
23 Cornejo ·
24 O. Rodríguez ·
25 Yarbrough ·
27 Calero ·
30 Cota ·
31 C. González ·
35 I. González ·
Coach: Ambríz
1 Bravo  ·
2 Mena ·
3 Roco ·
4 Isla ·
5 Silva ·
6 Fuenzalida ·
7 Sánchez ·
8 Vidal ·
9 Pinilla ·
10 Hernández ·
11 Vargas ·
12 Toselli ·
13 Pulgar ·
14 González ·
15 Beausejour ·
16 Castillo ·
17 Medel ·
18 Jara ·
19 Orellana ·
20 Aránguiz ·
21 Díaz ·
22 Puch ·
23 Herrera ·
Coach: Pizzi